# Olympische Sommerspiele 1952/Rudern – Vierer mit Steuermann
Die Ruderregatta im Vierer mit Steuermann der Männer bei den Olympischen Sommerspielen 1952 wurde vom 20. bis 23. Juli in der Bucht Seurasaarenselkä ausgetragen.

## Ergebnisse

### Viertelfinale
20. Juli 1952

#### Viertelfinale 1
| Rang | Nation      | Athleten                                                                                                | Zeit       | Qualifikation    |
| ---- | ----------- | --- | ---------- | ---------------- |
| 1    | Frankreich  | André Goursolle, Robert Texier, Guy Nosbaum, Claude Martin, Didier Moureau (Steuermann)                 | 7:18,4 min | Halbfinale       |
| 2    | Sowjetunion | Kirill Putyrski, Jewgeni Tretnikow, Georgi Guschtschenko, Boris Fjodorow, Boris Bretschko (Steuermann)  | 7:19,9 min | Halbfinale       |
| 3    | Italien     | Albino Trevisan, Amadeo Scarpi, Abbondio Smerghetto, Tarquinio Angiolin, Domenico Cambieri (Steuermann) | 7:20,5 min | 1. Hoffnungslauf |
| 4    | Spanien     | Salvador Costa, Miguel Palau, Francisco Gironella, Pedro Massana, Luis Omedes (Steuermann)              | 7:25,5 min | 1. Hoffnungslauf |
| —    | Finnland    | Kurt Grönholm, Paul Stråhlman, Birger Karlsson, Karl-Erik Johansson, Antero Tukiainen (Steuermann)      | DNF        | 1. Hoffnungslauf |

#### Viertelfinale 2
| Rang | Nation             | Athleten | Zeit       | Qualifikation    |
| ---- | ------------------ | --- | ---------- | ---------------- |
| 1    | Vereinigte Staaten | Carl Lovsted, Alvin Ulbrickson, Richard Wahlstrom, Matthew Leanderson, Albert Rossi (Steuermann)                 | 7:17,9 min | Halbfinale       |
| 2    | Großbritannien     | John MacMillan, Graham Fisk, Laurence Guest, Peter de Giles, Paul Massey (Steuermann)                            | 7:18,3 min | Halbfinale       |
| 3    | Dänemark           | Niels Kristensen, Ove Nielsen, Peter Hansen, Bent Blach Petersen, Eivin Kristensen (Steuermann)                  | 7:33,9 min | 1. Hoffnungslauf |
| 4    | Ägypten            | Ibrahim El-Attar, Mohamed El-Sahrawi, Mamdooh El-Attar, Mohamed El-Sayed, Albert Selim El-Mankabadi (Steuermann) | 7:52,8 min | 1. Hoffnungslauf |

#### Viertelfinale 3
| Rang | Nation           | Athleten                                                                                      | Zeit       | Qualifikation    |
| ---- | ---------------- | --------------------------------------------------------------------------------------------- | ---------- | ---------------- |
| 1    | Tschechoslowakei | Karel Mejta, Jiří Havlis, Jan Jindra, Stanislav Lusk, Miroslav Koranda (Steuermann)           | 7:16,6 min | Halbfinale       |
| 2    | Norwegen         | Bjørn Christoffersen, Arnfinn Larsen, Wilhelm Hayden, Thor Nilsen, Leif Andersen (Steuermann) | 7:21,6 min | Halbfinale       |
| 3    | Niederlande      | Ton Fontani, Han Heijenbrock, Jan Willem Pennink, Jaap Beije, Hans Caro (Steuermann)          | 7:24,9 min | 1. Hoffnungslauf |
| 4    | Japan            | Kōsuke Matsuo, Ryūji Gotō, Kazuo Kanda, Toshiya Takeuchi, Tamatsu Kogure (Steuermann)         | 7:29,8 min | 1. Hoffnungslauf |

#### Viertelfinale 4
| Rang | Nation         | Athleten                                                                                            | Zeit       | Qualifikation    |
| ---- | -------------- | --------------------------------------------------------------------------------------------------- | ---------- | ---------------- |
| 1    | Schweiz        | Enrico Bianchi, Karl Weidmann, Heinrich Scheller, Émile Ess, Walter Leiser (Steuermann)             | 7:20,7 min | Halbfinale       |
| 2    | Argentinien    | Juan Ecker, Roberto Suárez, Alfredo Czerner, Jorge Schneider, Jorge Arripe (Steuermann)             | 7:24,4 min | Halbfinale       |
| 3    | BR Deutschland | Günter Twiesselmann, Klaus Schulze, Heinz Beyer, Gerhard Vogeley, Hans-Joachim Wiemken (Steuermann) | 7:24,8 min | 1. Hoffnungslauf |
| 4    | Neuseeland     | Ted Johnson, John O’Brien, Kerry Ashby, Bill Tinnock, Colin Johnstone (Steuermann)                  | 7:25,2 min | 1. Hoffnungslauf |

### 1. Hoffnungslauf
21. Juli 1952

#### Lauf 1
| Rang | Nation     | Athleten                                                                                                | Zeit       | Qualifikation    |
| ---- | ---------- | --- | ---------- | ---------------- |
| 1    | Italien    | Albino Trevisan, Amadeo Scarpi, Abbondio Smerghetto, Tarquinio Angiolin, Domenico Cambieri (Steuermann) | 7:06,0 min | 2. Hoffnungslauf |
| 2    | Neuseeland | Ted Johnson, John O’Brien, Kerry Ashby, Bill Tinnock, Colin Johnstone (Steuermann)                      | 7:07,3 min |                  |
| 3    | Japan      | Kōsuke Matsuo, Ryūji Gotō, Kazuo Kanda, Toshiya Takeuchi, Tamatsu Kogure (Steuermann)                   | 7:13,9 min |                  |

#### Lauf 2
| Rang | Nation         | Athleten                                                                                            | Zeit       | Qualifikation    |
| ---- | -------------- | --------------------------------------------------------------------------------------------------- | ---------- | ---------------- |
| 1    | Dänemark       | Niels Kristensen, Ove Nielsen, Peter Hansen, Bent Blach Petersen, Eivin Kristensen (Steuermann)     | 7:03,4 min | 2. Hoffnungslauf |
| 2    | BR Deutschland | Günter Twiesselmann, Klaus Schulze, Heinz Beyer, Gerhard Vogeley, Hans-Joachim Wiemken (Steuermann) | 7:04,6 min |                  |
| 3    | Spanien        | Salvador Costa, Miguel Palau, Francisco Gironella, Pedro Massana, Luis Omedes (Steuermann)          | 7:06,9 min |                  |

#### Lauf 3
| Rang | Nation      | Athleten | Zeit       | Qualifikation    |
| ---- | ----------- | --- | ---------- | ---------------- |
| 1    | Finnland    | Kurt Grönholm, Paul Stråhlman, Birger Karlsson, Karl-Erik Johansson, Antero Tukiainen (Steuermann)               | 7:00,7 min | 2. Hoffnungslauf |
| 2    | Niederlande | Ton Fontani, Han Heijenbrock, Jan Willem Pennink, Jaap Beije, Hans Caro (Steuermann)                             | 7:04,2 min |                  |
| 3    | Ägypten     | Ibrahim El-Attar, Mohamed El-Sahrawi, Mamdooh El-Attar, Mohamed El-Sayed, Albert Selim El-Mankabadi (Steuermann) | 7:21,0 min |                  |

### Halbfinale
21. Juli 1952

#### Halbfinale 1
| Rang | Nation             | Athleten                                                                                         | Zeit       | Qualifikation    |
| ---- | ------------------ | ------------------------------------------------------------------------------------------------ | ---------- | ---------------- |
| 1    | Vereinigte Staaten | Carl Lovsted, Alvin Ulbrickson, Richard Wahlstrom, Matthew Leanderson, Albert Rossi (Steuermann) | 7:07,6 min | Finale           |
| 2    | Frankreich         | André Goursolle, Robert Texier, Guy Nosbaum, Claude Martin, Didier Moureau (Steuermann)          | 7:11,2 min | 2. Hoffnungslauf |
| 3    | Norwegen           | Bjørn Christoffersen, Arnfinn Larsen, Wilhelm Hayden, Thor Nilsen, Leif Andersen (Steuermann)    | 7:12,6 min | 2. Hoffnungslauf |
| 4    | Argentinien        | Juan Ecker, Roberto Suárez, Alfredo Czerner, Jorge Schneider, Jorge Arripe (Steuermann)          | 7:14,6 min | 2. Hoffnungslauf |

#### Halbfinale 2
| Rang | Nation           | Athleten                                                                                               | Zeit       | Qualifikation    |
| ---- | ---------------- | --- | ---------- | ---------------- |
| 1    | Tschechoslowakei | Karel Mejta, Jiří Havlis, Jan Jindra, Stanislav Lusk, Miroslav Koranda (Steuermann)                    | 6:58,5 min | Finale           |
| 2    | Schweiz          | Enrico Bianchi, Karl Weidmann, Heinrich Scheller, Émile Ess, Walter Leiser (Steuermann)                | 6:59,2 min | 2. Hoffnungslauf |
| 3    | Großbritannien   | John MacMillan, Graham Fisk, Laurence Guest, Peter de Giles, Paul Massey (Steuermann)                  | 7:04,1 min | 2. Hoffnungslauf |
| 4    | Sowjetunion      | Kirill Putyrski, Jewgeni Tretnikow, Georgi Guschtschenko, Boris Fjodorow, Boris Bretschko (Steuermann) | 7:11,6 min | 2. Hoffnungslauf |

### 2. Hoffnungslauf
22. Juli 1952

#### Lauf 1
| Rang | Nation      | Athleten                                                                                               | Zeit       | Qualifikation |
| ---- | ----------- | --- | ---------- | ------------- |
| 1    | Finnland    | Kurt Grönholm, Paul Stråhlman, Birger Karlsson, Karl-Erik Johansson, Antero Tukiainen (Steuermann)     | 7:03,5 min | Finale        |
| 2    | Sowjetunion | Kirill Putyrski, Jewgeni Tretnikow, Georgi Guschtschenko, Boris Fjodorow, Boris Bretschko (Steuermann) | 7:05,1 min |               |
| 3    | Frankreich  | André Goursolle, Robert Texier, Guy Nosbaum, Claude Martin, Didier Moureau (Steuermann)                | 7:09,4 min |               |

#### Lauf 2
| Rang | Nation      | Athleten                                                                                                | Zeit       | Qualifikation |
| ---- | ----------- | --- | ---------- | ------------- |
| 1    | Schweiz     | Enrico Bianchi, Karl Weidmann, Heinrich Scheller, Émile Ess, Walter Leiser (Steuermann)                 | 7:02,3 min | Finale        |
| 2    | Italien     | Albino Trevisan, Amadeo Scarpi, Abbondio Smerghetto, Tarquinio Angiolin, Domenico Cambieri (Steuermann) | 7:06,0 min |               |
| 3    | Argentinien | Juan Ecker, Roberto Suárez, Alfredo Czerner, Jorge Schneider, Jorge Arripe (Steuermann)                 | 7:14,8 min |               |

#### Lauf 3
| Rang | Nation         | Athleten                                                                                        | Zeit       | Qualifikation |
| ---- | -------------- | ----------------------------------------------------------------------------------------------- | ---------- | ------------- |
| 1    | Großbritannien | John MacMillan, Graham Fisk, Laurence Guest, Peter de Giles, Paul Massey (Steuermann)           | 7:02,3 min | Finale        |
| 2    | Norwegen       | Bjørn Christoffersen, Arnfinn Larsen, Wilhelm Hayden, Thor Nilsen, Leif Andersen (Steuermann)   | 7:06,6 min |               |
| 3    | Dänemark       | Niels Kristensen, Ove Nielsen, Peter Hansen, Bent Blach Petersen, Eivin Kristensen (Steuermann) | 7:08,6 min |               |

### Finale
23. Juli 1952
| Rang | Nation             | Athleten                                                                                           | Zeit       |
| ---- | ------------------ | -------------------------------------------------------------------------------------------------- | ---------- |
| 1    | Tschechoslowakei   | Karel Mejta, Jiří Havlis, Jan Jindra, Stanislav Lusk, Miroslav Koranda (Steuermann)                | 7:33,4 min |
| 2    | Schweiz            | Enrico Bianchi, Karl Weidmann, Heinrich Scheller, Émile Ess, Walter Leiser (Steuermann)            | 7:36,5 min |
| 3    | Vereinigte Staaten | Carl Lovsted, Alvin Ulbrickson, Richard Wahlstrom, Matthew Leanderson, Albert Rossi (Steuermann)   | 7:37,0 min |
| 4    | Großbritannien     | John MacMillan, Graham Fisk, Laurence Guest, Peter de Giles, Paul Massey (Steuermann)              | 7:41,2 min |
| 5    | Finnland           | Kurt Grönholm, Paul Stråhlman, Birger Karlsson, Karl-Erik Johansson, Antero Tukiainen (Steuermann) | 7:43,8 min |